# São Sebastião da Giesteira
São Sebastião da Giesteira ist eine Ortschaft und ehemalige Gemeinde in Portugal.
Die Antas do Pinheiro do Campo liegen etwa 1,2 km nordöstlich des Ortes beiderseits der Straße M370. 

## Geschichte
Antas und andere Funde belegen eine vorgeschichtliche Besiedlung, darunter die bekannten Antas do Pinheiro do Campo.
Der heutige Ort entstand vermutlich erst weit nach der mittelalterlichen Reconquista. Die ersten Aufzeichnungen stammen aus dem 16. Jahrhundert.
1926 wurde São Sebastião da Giesteira eine eigenständige Gemeinde, bis sie mit der Gebietsreform 2013 wieder aufgelöst und mit Nossa Senhora da Boa Fé zu einer neuen Gemeinde zusammengeschlossen wurde.

## Verwaltung
São Sebastião da Giesteira war Sitz einer gleichnamigen Gemeinde (Freguesia) im Kreis (Concelho) von Évora, im Distrikt Évora. In der Gemeinde lebten 815 Einwohner auf einer Fläche von 43 km² (Stand 30. Juni 2011).
Eine Reihe Ortschaften liegen im Gemeindegebiet, darunter insbesondere:
- Castelos
- Ilha Fria
- São Sebastião da Giesteira

Mit der administrativen Neuordnung in Portugal am 29. September 2013 wurden die Gemeinden São Sebastião da Giesteira und Nossa Senhora da Boa Fé zur neuen Gemeinde União das Freguesias de São Sebastião da Giesteira e Nossa Senhora da Boa Fé zusammengeschlossen. Sitz der neuen Gemeinde wurde São Sebastião da Giesteira.